# ایمپاستو (سفالگری)

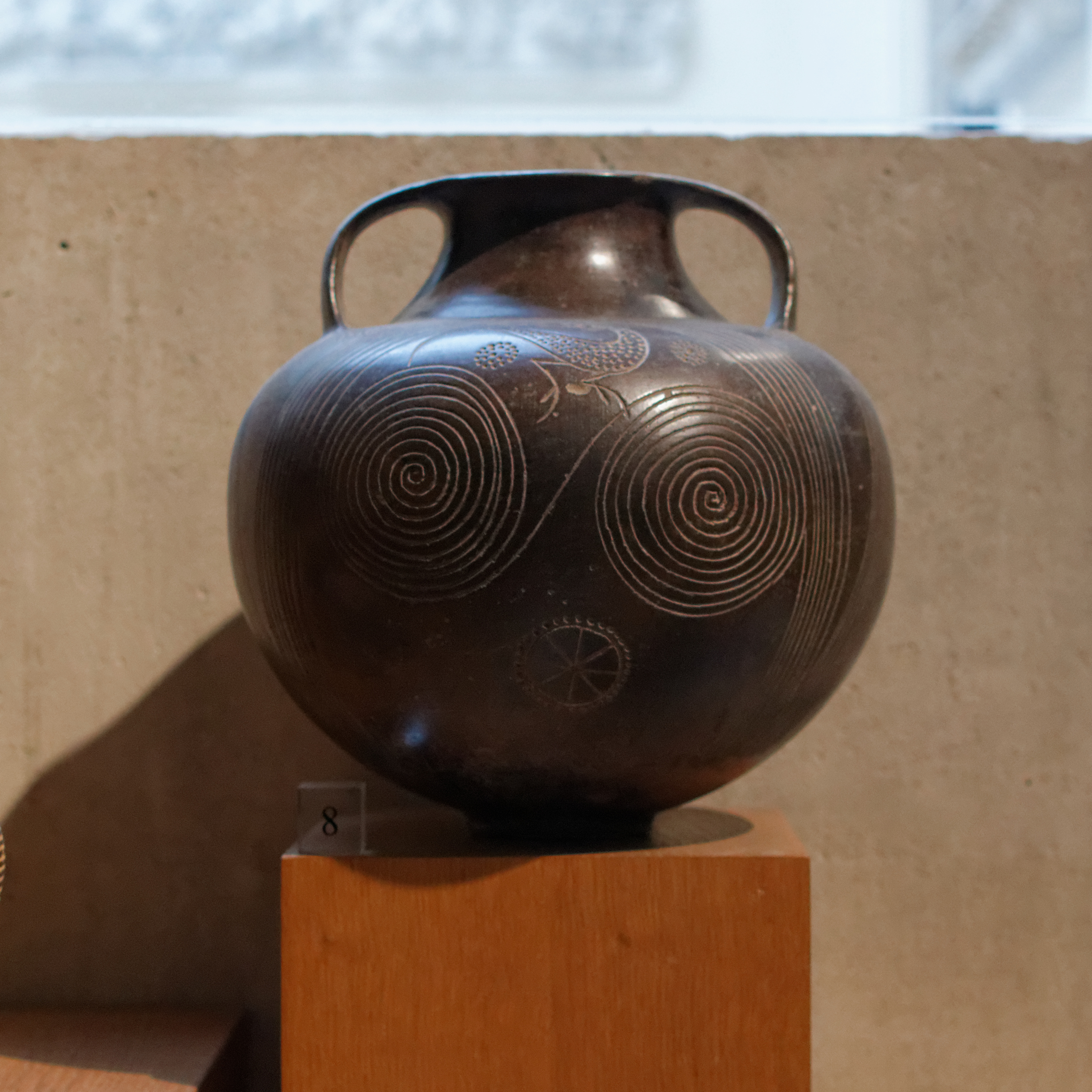
آمفورای اتروسکی، لوور.

ایمپاستو نوعی سفالگری اتروسکی است. مشخصه این سبک این است که خاک رس حاوی تراشه‌های میکا یا سنگ است.
در کتاب، هنر اتروریا و رم اولیه (۱۹۶۴)جی ای مانسولی، اصطلاح " سفالگری ایمپاستو" به روش زیر توصیف شده‌است: "تکنیک مشخص گلدان‌های دست‌ساز سرامیکی است. 
منظور از «سفال‌های ایمپاستو» عموماً سفال‌های دوران پیش از تاریخ، عصر آهن یا بعد از آن، ساخته شده از خاک رس ناخالص با محتوای سیلیس است.» (ص. ۲۳۶)